# Die Bestatterin
Die Bestatterin ist eine Kriminalfilmreihe der ARD mit Anna Fischer in der Hauptrolle, die seit 2019 ausgestrahlt wird.

## Handlung
Physiotherapeutin Lisa Taubenbaum kehrt nach dem Unfalltod ihrer Mutter in ihre schwäbische Heimatstadt zurück und führt das Bestattungsunternehmen der Familie weiter, da ihr Vater im Rollstuhl sitzt und auf Hilfe angewiesen ist. Dabei stößt sie bei einigen Leichen immer wieder auf Auffälligkeiten, die einen unnatürlichen Tod vermuten lassen. Da ihr niemand glaubt, ermittelt Lisa auf eigene Faust. Später tut sie sich mit Kriminalkommissar Thomas Zellinger zusammen.

## Episodenliste
| Nr. | Originaltitel               | Erstausstrahlung | Regie         | Drehbuch                              | Zuschauer             |
| --- | --------------------------- | ---------------- | ------------- | ------------------------------------- | --------------------- |
| 1   | Der Tod zahlt alle Schulden | 1. Juni 2019     | Isabel Braak  | Arne Nolting, Jan Martin Scharf       | 3,87 Mio. (17,2 % MA) |
| 2   | Die unbekannte Tote         | 28. Jan. 2021    | Fabian Möhrke | Alexander Buresch                     | 6,03 Mio. (18,4 % MA) |
| 3   | Zweieinhalb Tote            | 30. März 2023    | Fabian Möhrke | Alexander Liegl, Matthias Kiefersauer | 5,87 Mio. (22,0 % MA) |
| 4   | Tote leben länger           | 20. Feb. 2025    | Lydia Bruna   | Alexander Liegl, Matthias Kiefersauer | 5,64 Mio. (22,1 % MA) |

## Kritik
„Meist sind es, wenn überhaupt, die Rechtsmediziner, die sich als Ermittler versuchen; in der zu Beginn des Jahres ausgestrahlten Neo-Serie Dead End war es immerhin ein Leichenbeschauer, der mit Hilfe seiner forensisch ausgebildeten Tochter auf Mördersuche ging. Eine junge Bestatterin jedoch, noch dazu auf der Schwäbischen Alb, die sich als Miss Marple versucht: Das ist neu. Aber die Idee hat eindeutig Reihenpotenzial, gestorben wird schließlich immer, und auf den Friedhöfen liegen vermutlich eine Menge Menschen, deren Ableben keine natürliche Ursache hatte.“